# Municipio de Platte (condado de Buffalo)
El municipio de Platte (en inglés: Platte Township) es un municipio ubicado en el condado de Buffalo en el estado estadounidense de Nebraska. En el año 2010 tenía una población de 294 habitantes y una densidad poblacional de 4,45 personas por km².

## Geografía
El municipio de Platte se encuentra ubicado en las coordenadas 40°41′5″N 98°50′14″O / 40.68472, -98.83722. Según la Oficina del Censo de los Estados Unidos, el municipio tiene una superficie total de 66.04 km², de la cual 60,31 km² corresponden a tierra firme y (8,68 %) 5,73 km² es agua.

## Demografía
Según el censo de 2010, había 294 personas residiendo en el municipio de Platte. La densidad de población era de 4,45 hab./km². De los 294 habitantes, el municipio de Platte estaba compuesto por el 98,98 % blancos, el 1,02 % eran de otras razas. Del total de la población el 2,38 % eran hispanos o latinos de cualquier raza.